# 도안대로
도안대로(道安大路)는 유성온천역과 서구 관저동을 연결하는 5.7km 간선도로다. 2011년  1구간인 관저동 사거리와 원앙마을 1단지 1km 구간이 개설됐고 2012년   3구간인 유성온천역과 용계동 목원대학교 2.8km 구간이 서남부 1단계 개발 당시 개설됐다. 

## 도로정보
- 길이 : 2.8+1 km
- 너비 : 전 구간 왕복 10차로

## 경유지
- 유성네거리(유성온천역) - 진터네거리- 원골네거리 - 원앙네거리 -계백로

## 관공서
- 도로교통공단 대전세종충남지부
- 대전시립박물관